# エマニュエル・アルマン・ド・リシュリュー (デギュイヨン公爵)

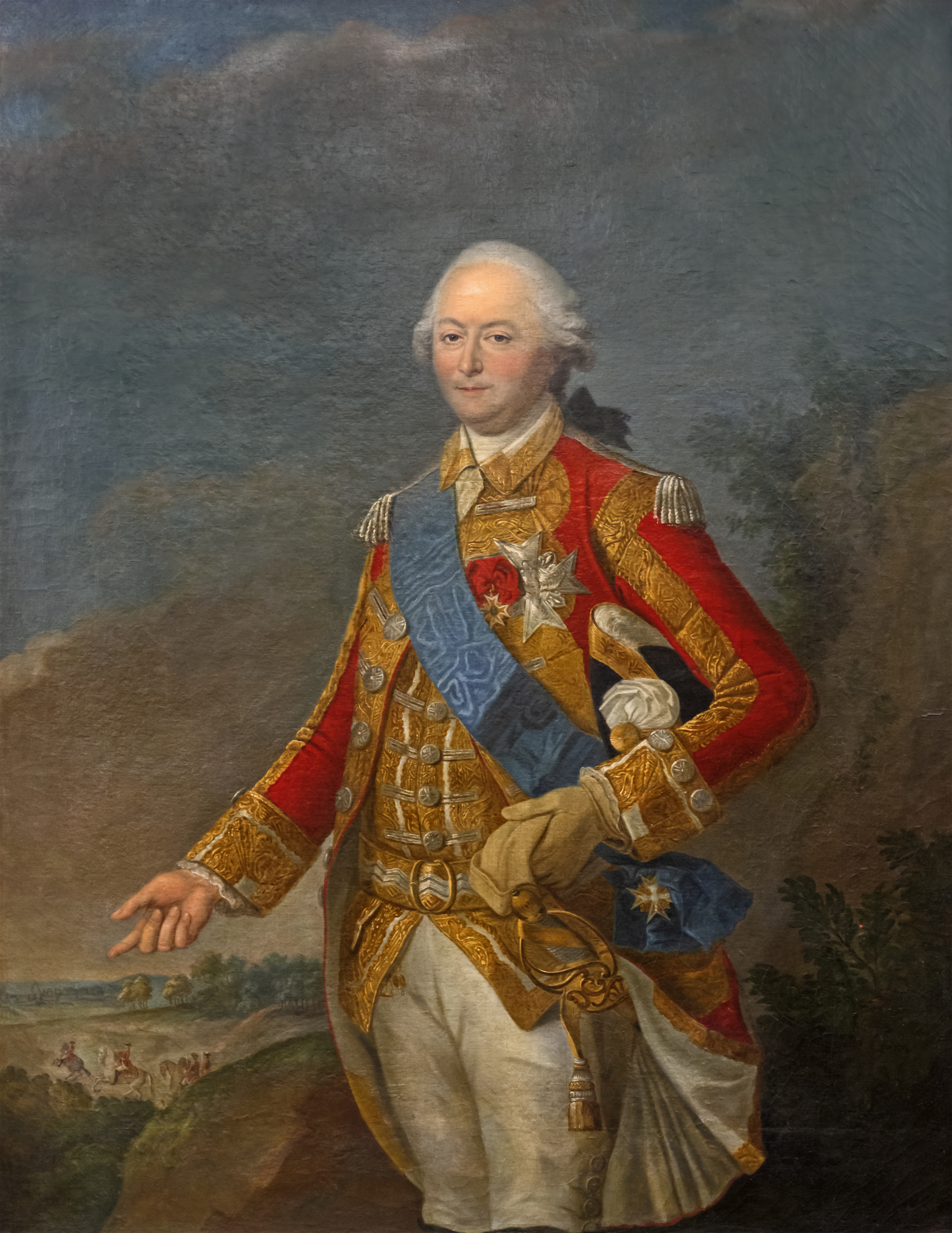
デギュイヨン公

エマニュエル・アルマン・ド・ヴィニュロー・デュ・プレシ・ド・リシュリュー, デギュイヨン公爵（ 発音例, 仏: Emmanuel-Armand de Vignerot du Plessis de Richelieu, duc d'Aiguillon、1720年7月30日 - 1788年9月1日） は、フランス王国の政治家、軍人、貴族である。ルイ・フランソワ・アルマン・ド・ヴィニュロー・デュ・プレシ公爵・元帥の甥（リシュリュー元帥は、ルイ13世の宰相リシュリューの大甥の子）で、国内最大級の領地を持つ資産家だった。

## 略歴
17歳で軍に入隊、ブリエ連隊の大佐となる。オーストリア継承戦争に従軍し、イタリアに派遣されている。1744年、シャトー・ドーファンの包囲戦で重傷を負う。1746年に捕虜となるが、1748年に陸軍元帥に昇進する。
宮廷内ではポンパドゥール夫人、ジャンセニスト、高等法院（パルルマン）の三者に対して反対派の立場を取った。1753年にブルターニュ地方総監に任命されるが、現地の住民の同意なく新税を課税しようとするなどして衝突したため、任地ではひどく不人気であった。1764年6月、国王ルイ15世は地方の同意無しに新税の課税が禁止されている件を、国王大権を制限するものとして破棄した。翌1765年にデギュイヨン公とブルターニュ地方の対立は頂点に達し、デギュイヨン公は現地の高等法院を閉鎖し、独自に有能な法律家を集めて裁判所を創設したが、このことは批判を浴び風刺された。
1768年に宮廷に戻り、1770年12月24日に外務卿（外務大臣）ショワズール公の失脚後外務卿に就任し、大法官モープー、アベ・テレと共に宮廷における実力者としてルイ15世の治世末期、国政を指導した。この3人の体制は宮廷内では不評で、「三頭政治」と呼ばれ非難されることもあったが、ルイ15世が死去する1774年まで続き政治的には安定した状態を作った。
ルイ15世が天然痘により崩御、ルイ16世が即位すると、デギュイヨン公はデュ・バリー夫人の一派であったため、夫人と対立関係にあった王妃マリー・アントワネットに忌避され辞任した。
フランス革命で国民議会議員となって封建的特権の廃止に賛同したアルマン・デジレ・デギュイヨン公爵は息子である。